# Windpark Trumau

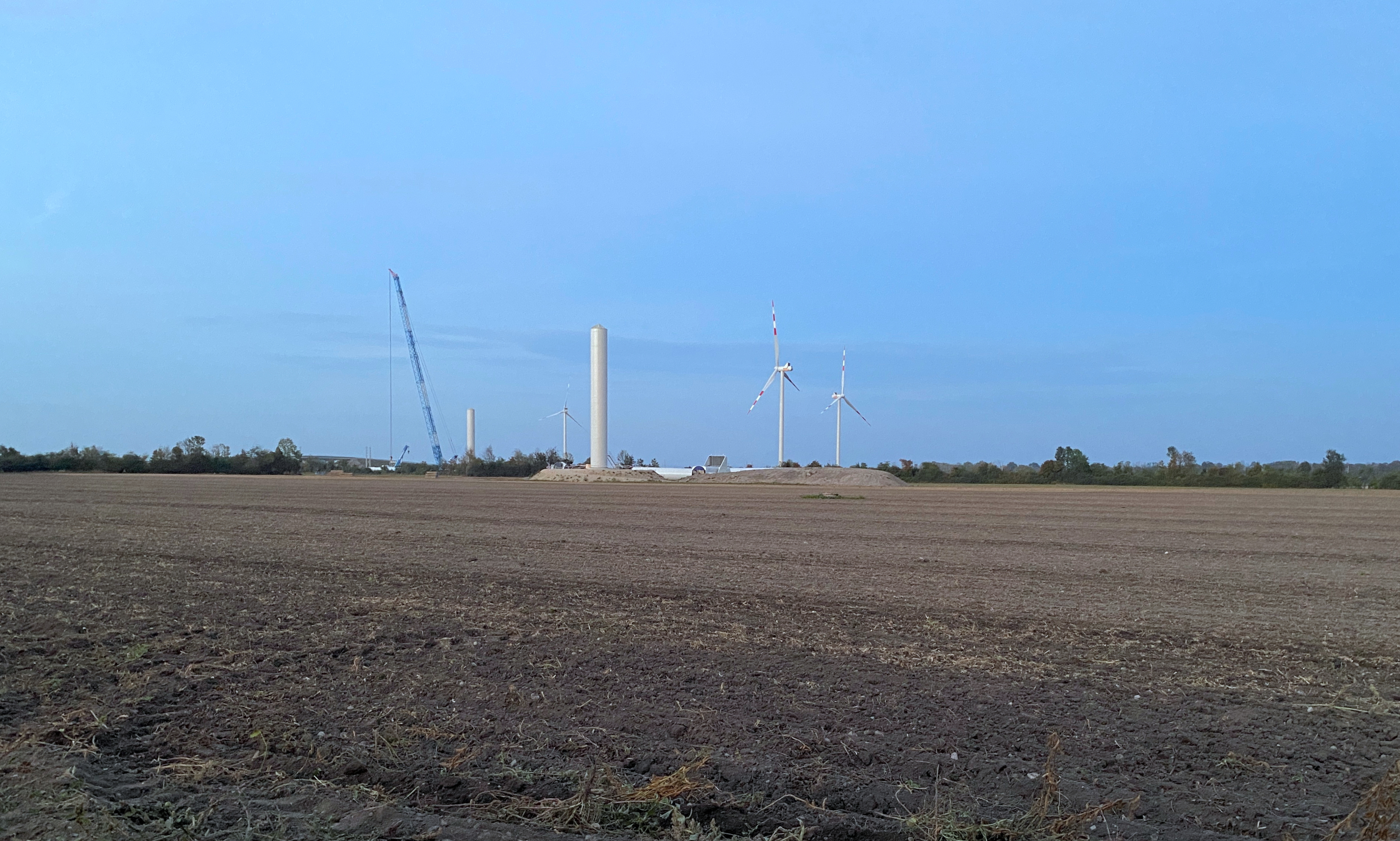
Aufbau des Windparks im Oktober 2022

Der Windpark Trumau ist ein Windpark in der Gemeinde Trumau im Bezirk Baden (Niederösterreich). Der Windpark wurde 2022 errichtet und umfasst acht Windkraftanlagen. Der Windpark steht in Besitz der Wien Energie.

## Lage
Der Windpark Trumau liegt im Osten der Gemeinde Trumau nahe der Grenze zu den Gemeinden Ebreichsdorf im Süden und Osten bzw. Münchendorf im Norden. Durch den Windpark verlaufen von Norden nach Süden die Südautobahn (A3) und die Pottendorfer Linie, von West nach Ost durchschneidet die Moosbrunnerstraße das Gebiet. Drei der Windkraftanlagen liegen dabei nördlich der Moosbrunnerstraße, fünf weitere befinden sich südlich davon. Abgesehen von den Verkehrsflächen handelt es sich bei dem Gebiet des Windparks um landwirtschaftlich genutzte Flächen deren Flurflächen unter anderem als Ober- und Untere Bahnheide, Herrschaftliche Haide und Gemeindehaide bezeichnet werden.

## Geschichte

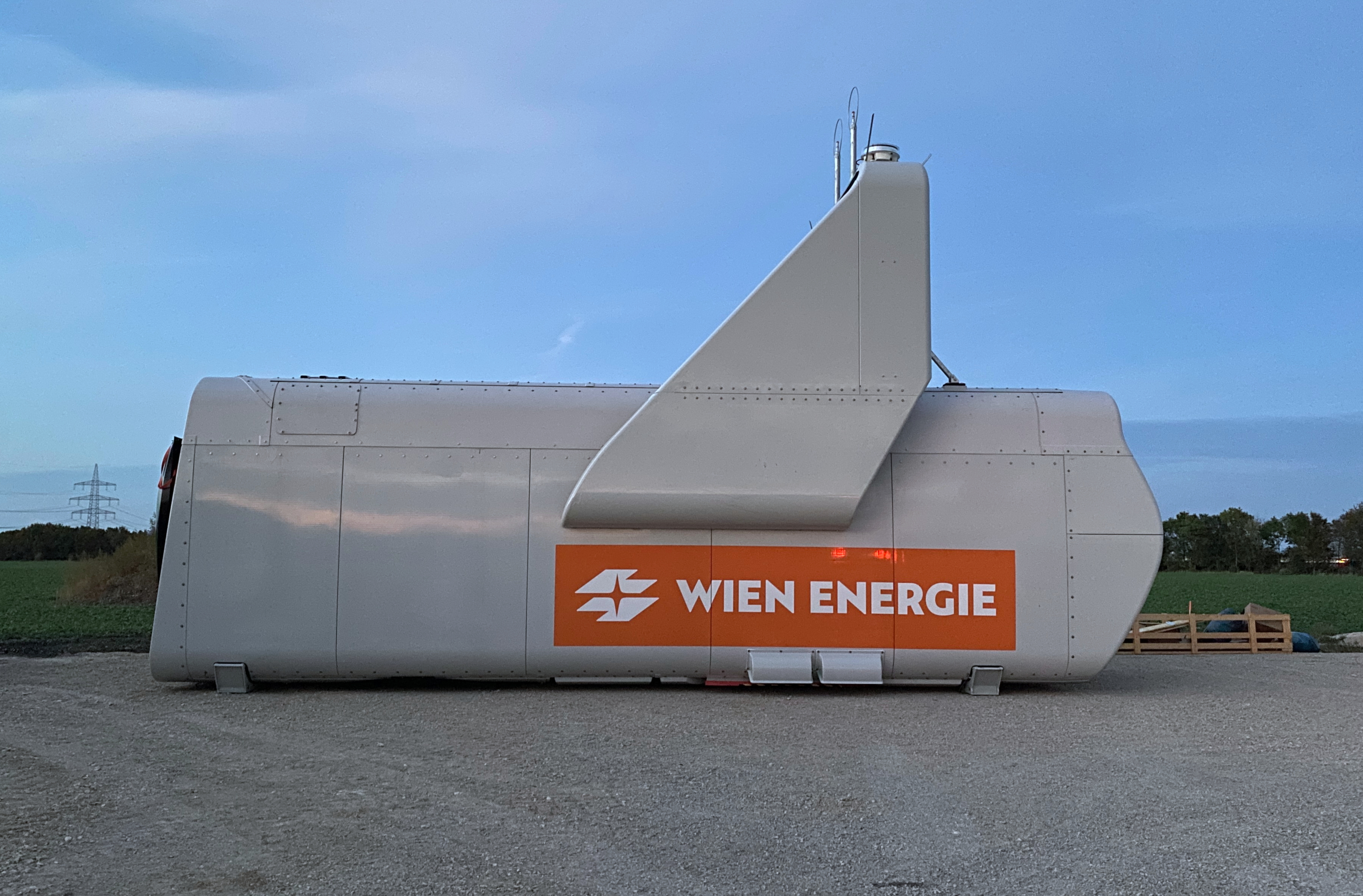
Gondel des Windrades am Boden

Pläne unter dem Projekttitel „Windpark Trumau / Münchendorf“ gingen 2012 von der Errichtung von bis zu 21 Windkraftanlagen aus. Die Plänen konkretisierten sich 2013/14, nachdem der Nordosten des Gemeindegebietes von Trumau in den Zonenplan für Windkraftnutzung in Niederösterreich aufgenommen wurde. Nach dem Projektstand vom Frühjahr 2014 hatte sich der Standort des Windparks bereits auf das heutige Areal eingegrenzt, allerdings ging man zu dieser Zeit noch von der Errichtung von 12 Anlagen aus. Gegen die Pläne zur Errichtung von Windparks in der Region kam es vor allem 2014 zu massiven Protesten von Bürgerinitiativen. In den benachbarten Gemeinden Münchendorf und Himberg stimmten in der Folge 66 bzw. 63 Prozent der Teilnehmer einer Volksbefragung gegen den Bau von 21 Windrädern. Auch in Trumau engagierte sich die Bürgerinitiative „Pro Lebensraum“ gegen die Errichtung eines Windparks. In der Folge kam es auch in Trumau zu einer Volksbefragung. Bei der Volksbefragung stimmten bei einer Wahlbeteiligung von 58 Prozent der Wahlberechtigten 64 Prozent für die Errichtung des Windparks Trumau, wobei die Anzahl der Anlagen vor der Abstimmung bereits auf acht Windkraftanlagen sowie in der Höhe reduziert worden war. Hierbei waren die drei der Ortschaft Trumau am nächsten gelegenen Anlagen gestrichen worden.
Die Genehmigung für den Windpark Trumau wurde im April 2015 eingereicht, der offizielle Baustart erfolgte im Februar 2022. Die Errichtung des Windparks soll im Herbst 2022 abgeschlossen sein.[veraltet] Der Windpark besteht aus acht Anlagen vom Hersteller Vestas V117 mit einer installierten Leistung von je 3,45 MW, einem Rotordurchmesser von 117 m und einer Nabenhöhe von 91,5 m. Bei einer prognostizierten Jahresproduktion von ca. 50 GWh, dies entspricht einer mittleren Leistung von ca. 5,7 MW für den gesamten Windpark, können damit 14.600 Haushalte mit durchschnittlich je 390 W versorgt werden. Das Investitionsvolumen beläuft sich auf 36 Millionen Euro.
Der Windpark Trumau ist der vierte Windpark im Bezirk Baden. Zuvor waren die südlich gelegenen Windparks Pottendorf, Trattendorf und Oberwaltersdorf gebaut worden.